# Tyczyn
Tyczyn é um município da Polônia, na voivodia da Subcarpácia e no condado de Rzeszów. Estende-se por uma área de 9,67 km², com 3 805 habitantes, segundo os censos de 2017, com uma densidade de 393,5 hab/km².